# سفارة فرنسا في كمبوديا
سفارة فرنسا في كمبوديا هي أرفع تمثيل دبلوماسي لدولة فرنسا لدى كمبوديا. تقع السفارة في بنوم بنه وهي تهدف لتعزيز المصالح الفرنسية في كمبوديا.

## وصلات خارجية
- الموقع الرسمي
- قائمة سفارات فرنسا
- قائمة السفارات في كمبوديا